# Hjalmar Nyström
Hjalmar Eemil Nyström (Helsinki, 28 marzo 1904 – Helsinki, 6 dicembre 1960) è stato un lottatore finlandese.

## Palmarès

### Olimpiadi
- Argento a Amsterdam 1928 nella lotta greco-romana, categoria +82,5 kg
- Bronzo a Berlino 1936 nella lotta libera, categoria +87 kg

### Europei
- Argento a Stoccolma 1930 nella lotta greco-romana, categoria +87 kg
- Argento a Praga 1931 nella lotta greco-romana, categoria +87 kg
- Argento a Copenaghen 1935 nella lotta greco-romana, categoria +87 kg
- Bronzo a Stoccolma 1934 nella lotta libera, categoria +87 kg